# Chatjapuri
Chatjapuri (georgiska: ხაჭაპური, "Ostbröd") är en fylld brödrätt från Georgien, liknande den turkiska peynirli. 

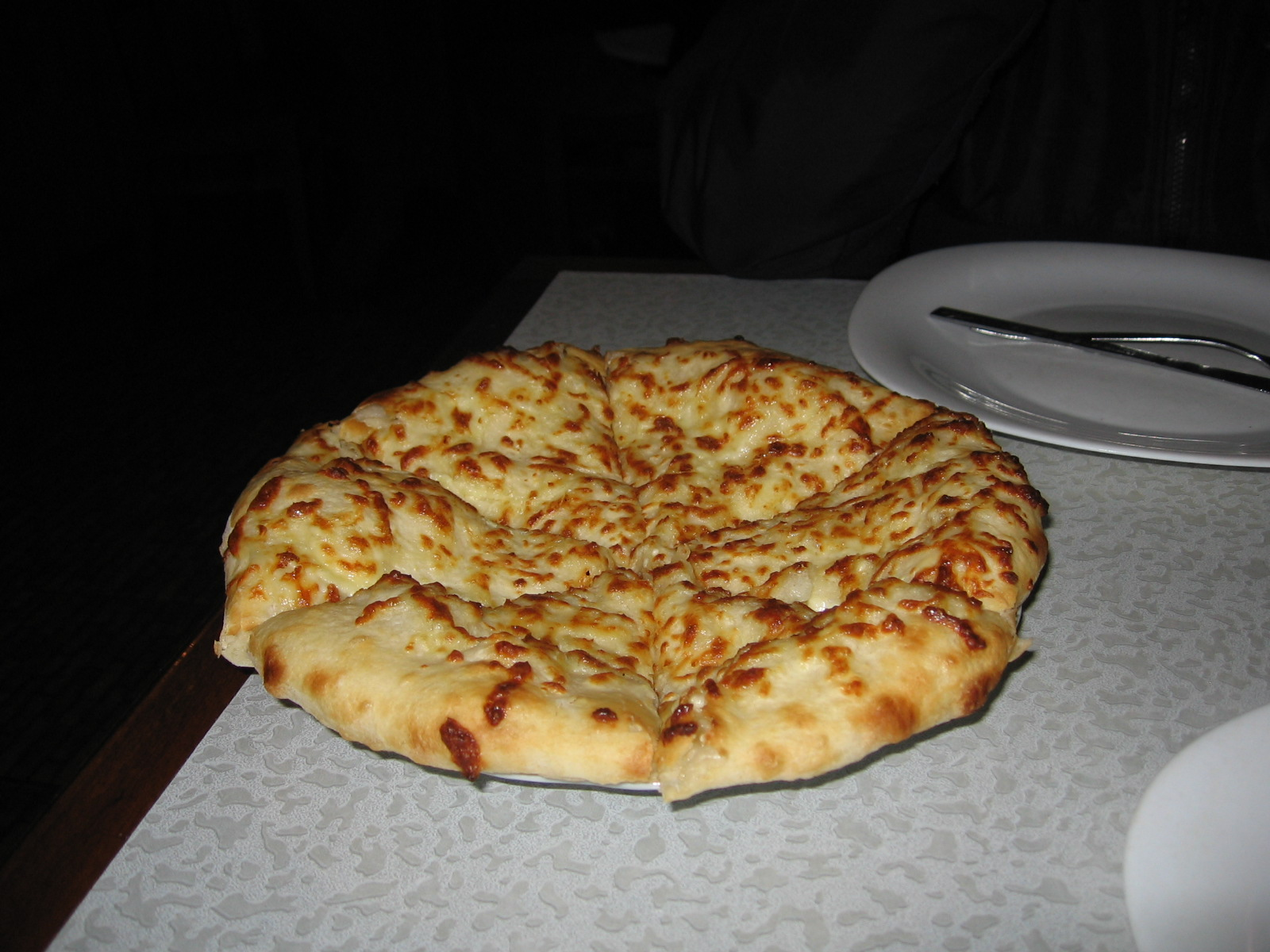
Megruli chatjapuri, mingrelisk chatjapuri fylld och toppad med ost

 Brödet är syrat och tillåts svälla och formas på olika sätt. Fyllningen innehåller ost (färsk eller äldre, oftast suluguni), ägg och andra ingredienser. Det finns också flera regionala variationer på chatjapurin, bland annat finns en imeretisk, en adzjarisk och en megrelisk.